# 서울 동선동 권진규 아틀리에
서울 동선동 권진규 아틀리에는 대한민국 서울특별시 성북구 동선동에 있는 인물기념시설이다. 2004년 12월 31일 대한민국의 국가등록문화재 제134호로 지정되었다.

## 개요
1959년 조각가 권진규 선생이 일본에서 귀국하여 1973년 사망하기 전까지 작품활동을 한 장소로 당시의 모습이 잘 남아있다. 이곳에서 제작된 주요작품은 “자소상(自塑像)”, “영희”, “스카프를 맨 여인”, “잉태한 비너스” 등이 있으며, 권진규 아뜰리에는 한국조각의 새로운 경지를 개척한 예술가 권진규 선생의 작품과 작품활동의 흔적이 그대로 남아있는 한국 현대미술가의 작품 산실이다.

## 같이 보기
- 권진규
- 내셔널트러스트 문화유산기금